# Isopterygium tenerum
Isopterygium tenerum är en bladmossart som beskrevs av Mitten 1869. Isopterygium tenerum ingår i släktet Isopterygium och familjen Hypnaceae. Inga underarter finns listade i Catalogue of Life.